# Redelijkheid en billijkheid
Redelijkheid en billijkheid zijn de sociaal aanvaardbare normen zoals ze door het gewoonterecht, ongeschreven recht of algemene rechtsbeginselen zijn geformuleerd. Deze kunnen strijdig zijn met gecodificeerd recht, bijvoorbeeld wanneer het naleven van een overeenkomst zou leiden tot een dermate ongunstig effect voor een der betrokkenen dat het afdwingen van naleving van die overeenkomst onaanvaardbaar zou zijn naar maatstaven van redelijkheid en billijkheid. In dat geval wordt de regel uit de overeenkomst (of uit het gewoonterecht, of zelfs uit de wet) buiten toepassing gelaten. Dit hangt af van de omstandigheden van het concrete geval. In dat geval wordt ook wel gesproken over hardheidsclausule. De term onaanvaardbaar zorgt ervoor dat er een hoge drempel is, zodat hier niet zo snel sprake van is. Alleen strijd met de redelijkheid en billijkheid is dus niet voldoende. 
In het oude Nederlandse Burgerlijk Wetboek (BW), van voor 1992, werd dit begrip aangeduid met goede trouw (in objectieve zin).
In het Romeinse contractenrecht werd er al gewerkt met de bonafides. Een kenmerkend verschil is echter dat de bonafides, anders dan de tegenwoordige open norm, uit een aantal vaste regels bestond. Contracten werden opgedeeld in bonafide contracten  en contracten stricti iuris. Wederkerige overeenkomsten, dat wil zeggen een overeenkomst waarbij de ene prestatie tegenover de andere staat, zoals koop, behoorden tot de eerste categorie. Het onderscheid had gevolgen voor de toepasselijke actiones. In de kern kwam het verschil erop neer dat slechts bij actiones bonae fidei verweren die uit de redelijkheid en billijkheid voortvloeien door de rechterlijke autoriteiten automatisch in ogenschouw werden genomen. Dit kon zowel in het voordeel van eiser als van gedaagde zijn. Bij de actiones stricti iuris waren slechts verweren van de gedaagde mogelijk die een beroep deden op de bonafides. Dit gebeurde door middel van de exceptio doli.

## Redelijkheid en billijkheid in het Nederlandse recht
De redelijkheid en billijkheid speelt met name in het verbintenissenrecht een belangrijke rol. De relatie tussen schuldenaar en schuldeiser wordt door de redelijkheid en billijkheid beheerst. De redelijkheid en billijkheid kan zowel aanvullend als beperkend werken ten aanzien van de inhoud van overeenkomsten, maar de redelijkheid en billijkheid kan ook al werking vinden indien er nog geen sprake is van een overeenkomst; in de zogenaamde precontractuele fase. De bronnen van maatstaven van redelijkheid en billijkheid (zie art. 3:12 Burgerlijk Wetboek) kunnen worden opgesplitst in twee categorieën: 
- Abstracte categorie: de algemene rechtsbeginselen en de in Nederland levende rechtsovertuigingen.
- Concrete categorie: de maatschappelijke en persoonlijke belangen die bij het gegeven geval zijn betrokken.

### Aanvullende werking
De redelijkheid en billijkheid kan (net als de wet en de gewoonte) verbintenissen in het leven roepen indien partijen bij een overeenkomst bepaalde kwesties ongeregeld hebben gelaten. De aanvullende werking van de redelijkheid en billijkheid is dus niet-dwingend ten opzichte van de partijafspraak.

### Beperkende werking
Een tussen schuldeiser en schuldenaar (ook buiten contractuele relaties) geldende regel blijft - in een concreet geval - buiten toepassing indien die toepassing een resultaat zou opleveren dat naar maatstaven van redelijkheid en billijkheid onaanvaardbaar is. De redelijkheid en billijkheid kan in de weg staan aan toepassing van een partijafspraak, regelend recht en zelfs dwingende wetsbepalingen. 
De term onaanvaardbaar zorgt ervoor dat er een hoge drempel is, zodat hiervan niet zo snel sprake  is. Alleen strijd met de redelijkheid en billijkheid is dus niet voldoende. Rechters nemen over het algemeen niet snel aan dat een bepaald resultaat onaanvaardbaar is, zodat het onjuist is om te denken dat de redelijkheid en billijkheid de rechter in alle gevallen grote vrijheid biedt. 
Redelijkheid en billijkheid kunnen onder Nederlands recht dus leiden tot een afwijking van de regel in het concrete geval, de derogerende werking. De derogerende werking, anders dan de aanvullende werking (die al tijdenlang werd aanvaard), werd in de jurisprudentie pas erkend in het arrest Saladin/HBU (1967) en is in het nieuwe BW vastgelegd in artikel 6:248 lid 2 (vergelijk artikel 6:2 lid 2 BW):
Een tussen partijen als gevolg van de overeenkomst geldende regel is niet van toepassing, voor zover dit in de gegeven omstandigheden naar maatstaven van redelijkheid en billijkheid onaanvaardbaar zou zijn.